# Naglo D.II
El Naglo D.II fue un caza cuadruplano alemán de un solo asiento, diseñado poco antes de que finalizara la Primera Guerra Mundial. Participó en uno de los concursos de cazas organizados por el ejército alemán, pero no llegó a producirse en serie.

## Diseño y desarrollo
El D.II fue un único prototipo de caza construido por Naglo, que no llegaría a alcanzar la fase de producción. Diseñado por el ingeniero Gnädig, que en ese momento trabajaba para Albatros Flugzeugwerke, reflejaba en parte la experiencia práctica de su creador. Sería uno de los pocos cuadruplanos concebidos durante la Primera Guerra Mundial. Las tres alas superiores eran todas similares, configuradas con cuerda constante, punta alar cuadrada, y con la misma amplitud. El ala situada más abajo, mucho más corta, estaba suspendida de la parte inferior del fuselaje; las dos intermedias estaban unidas directamente al fuselaje; y el ala superior estaba montada sobre un armazón tubular (denominado "cabane") apoyado sobre la parte superior del fuselaje. El arriostramiento exterior entre planos utilizaba un sistema de tubos en forma de N, combinado con tirantes metálicos cruzados. Las tres alas superiores disponían de alerones, mientras que la cuarta ala, la más baja de todas, era bastante diferente. Estaba montada independientemente de las otras tres, fijada a una extensión de la quilla dorsal y reforzada a cada lado con un puntal en V desde aproximadamente la mitad del tramo hasta el arranque del ala de encima. Cuando la aeronave estaba estacionada, el ala quedaba cerca del suelo, no muy por detrás de las ruedas del tren de aterrizaje.
El D.II estaba propulsado por un motor Mercedes de seis cilindros refrigerado por agua de 160 hp (120 kW), que impulsaba una hélice de dos palas con un gran rotor abovedado integrado en el contorno redondeado y convergente del fuselaje. La culata y los escapes del motor estaban expuestos por encima del fuselaje, que en general se parecía al del Albatros D.V, en el que posiblemente estaba basado. El D.II tenía un tren de aterrizaje convencional fijo de un solo eje, fijado al fuselaje inferior con un par de puntales en V y con un patín en la parte trasera.
El primer vuelo se realizó antes del 24 de mayo de 1918, cuando se realizó la prueba de tipo D.II. Participó en el segundo concurso de aeronaves del tipo D en Adlershof a mediados de 1918 y recibió comentarios de distinto signo sobre su calidad de construcción. Se señaló la necesidad de mejorar las características de vuelo; y se le pidió a Naglo que presentara el D.II para más pruebas después de realizar una serie de modificaciones.

## Especificaciones
(Datos procedentes de la obra de Green y Swanborough)
Características generales
- Tripulación: uno
- Envergadura: 9,00 m (29 pies 6 pulgadas)
- Área del ala: 22,40 m² (241,1 pies cuadrados)
- Peso en vacío: 724 kg (1596 libras)
- Peso bruto: 914 kg (2015 libras)
- Planta motriz: 1 × motor Mercedes D.III de pistón refrigerado por agua de 6 cilindros en línea, 120 kW (160 hp)
- Hélices: hélice de madera de 2 palas

Armamento
- 2 x ametralladoras LMG 08/15 fijas